# ایستگاه متروی فردوسی
ایستگاه مترو فردوسی، یکی از ایستگاه‌های خط مترو تهران است که در نزدیکی میدان فردوسی تهران واقع شده‌ است. این ایستگاه در خط چهار مترو تهران واقع شده‌است.